# Raorchestes kaikatti
Espèce
Synonymes
- Philautus kaikatti Biju & Bossuyt, 2009
- Pseudophilautus kaikatti (Biju & Bossuyt, 2009)

Statut de conservation UICN

 CR B1ab(iii)+2ab(iii) : 
En danger critique
Raorchestes kaikatti est une espèce d'amphibiens de la famille des Rhacophoridae.

## Répartition
Cette espèce est endémique du district de Palakkad dans le Kerala en Inde. Elle se rencontre dans les Ghâts occidentaux,.

## Étymologie
Cette espèce est nommée en référence au lieu de sa découverte, Kaikatti dans le district de Palakkad.

## Publication originale
- Biju & Bossuyt, 2009 : Systematics and phylogeny of Philautus Gistel, 1848 (Anura, Rhacophoridae) in the Western Ghats of India, with descriptions of 12 new species. Zoological Journal of the Linnean Society, vol. 155, p. 374-444.